# Virus (album Excisiona)
Virus – trzeci album studyjny kanadyjskiego producenta muzycznego Excisiona, wydany 25 października 2016 roku przez Rottun Recordings.

## Lista utworów
1. "Virus" - 5:31
2. "Neck Brace" (feat. Messinian) - 4:20
3. "Throwin' Elbows" (oraz Space Laces) - 3:02
4. "Rave Thing" - 4:31
5. "Drowning" (feat. Akylla) - 3:49
6. "Africa" (oraz Dion Timmer) - 4:03
7. "Are You Ready" (oraz Protohype) - 3:01
8. "Death Wish" (feat. Sam King) - 3:05
9. "Mirror" (oraz Dion Timmer) - 4:15
10. "Generator" - 4:35
11. "G Shit" (feat. Sam King) - 3:47
12. "Her" (oraz Dion Timmer) - 4:09
13. "With You" (feat. Madi) - 4:36
14. "Final Boss" (oraz Dion Timmer) - 3:24
15. "The Paradox" - 4:53
16. "Harambe" (oraz Datsik & Dion Timmer) - 4:03